# دانشکده مدیریت تحصیلات تکمیلی، دانشگاه گلوبیس
دانشکده مدیریت تحصیلات تکمیلی، دانشگاه گلوبیس (انگلیسی: Graduate School of Management, Globis University) یک مدرسه بازرگانی با پردیس‌هایی در توکیو، اوساکا، ناگویا، فوکوئوکا، سندای، یوکوهاما، و میتو، ایباراکی در ژاپن و سنگاپور، بانکوک و سان فرانسیسکو در سطح بین‌المللی.